# Ronca
Ronca település Olaszországban, Veneto régióban, Verona megyében. Lakosainak száma 3781 fő (2023. január 1.). Ronca Arzignano, Chiampo, Gambellara, Montecchia di Crosara, Montorso Vicentino, Montebello Vicentino és San Giovanni Ilarione községekkel határos.

## Népesség
A település népességének változása:
| Lakosok száma | 3834 | 3833 | 3781 |
|               | 2017 | 2018 | 2023 |